# MOL Aréna
A MOL Aréna korábbi nevén DAC Stadion egy UEFA 4 csillagos, többfunkciós labdarúgó-stadion Dunaszerdahelyen. Az FC DAC 1904 otthona, fő építménye egy nagy sportkomplexumnak, ami 17 hektáron terül el és otthont ad a klub labdarúgó akadémiájának is.
A stadionban rendezett legnagyobb nézőszámot 1988-ban az FC Bayern München elleni UEFA-kupatalálkozó hozta, akkor hivatalosan 15 572 szurkoló volt jelen. A bajnoki találkozók közül legtöbben az 1984-85-ös labdarúgó idény zárómérkőzésén voltak, amikor 10 576 néző előtt játszott a DAC a Plastika Nitrával. Zenei eseményeket is rendeztek már itt zsúfolt lelátók előtt, például 2012-ben az „Omega 50: Örömkoncertet”.

## Történet
A dunaszerdahelyi városatyák egy stadion építésének gondolatával, már 1943-ban is foglalkoztak. Kijelöltek körülbelül nyolchektárnyi területet erre a célra, ráadásul pont ott, ahol a mai DAC-stadion elhelyezkedik. A munkálatok is megkezdődtek és munkaszolgálatra kötelezettekkel kezdték meg a tereprendezést. A második világháború azonban megakasztotta az építkezést és egészen 1948 februárjáig nem is történt semmi. A stadion építésébe végül 1949 és 1953 között fogtak bele és széleskörű társadalmi összefogással kezdték el felépíteni. A város tehetségéhez mérten mindent megtett, az építkezésen dolgoztak maguk a labdarúgók is. Felhasználták építőanyagnak a háborús romokat így például a lerombolt zsinagóga tégláit is beépítették a falakba.
A DAC Arénát 1953-ban adták át atlétikai versenyek és labdarúgó mérkőzések megrendezésére. A pálya mérete az 1952-es Helsinki Olimpiai Stadion szerint lett kimérve. A pályaavatót 1953. augusztus 16-án tartották. Négyezer ember előtt volt az arra a korszakra oly jellemző felvonulás, beszédek és sok taps, meg persze focigála is, melyen Dunaszerdahely A csapata játszott a Slávia Bratislavával. Az első félidőben még jól tartották magukat a hazaiak (2:2), de a végén megérdemelten a jóval erősebb játékerőt felvonultató fővárosiak nyertek 2:5-re. Egy évvel később is rendeztek avató labdarúgó mérkőzést. 1954. június 7–én nyolcezer néző előtt a házigazda ellenfele a Budapest válogatott volt, akik 8:1 arányban győztek, de köztük olyan játékosok léptek a pályára, mint Tichy Lajos és Szusza Ferenc.
Nagyobb fejlesztést az 1985-ös Szpartakiádra történő átalakítás eredményezett. 1981-1985 között átépítették a stadiont és akkor alakították ki az új főtribünt. Később további lelátó bővítések voltak, melyeknek köszönhetően a stadion 1991-re elérte maximális befogadóképességét, akkor 16 410 néző fért volna el benne. 2008-ban, mikor első osztályú lett a csapat korszerűsítették és 2011-ben is végeztek rajta felújítást.
A stadion befogadóképességét tekintve nagynak számított Szlovákiában. A tízezer feletti nézőszám a szlovák labdarúgó mérkőzéseken ritkán fordul elő. A stadion története során a mai napig is nézőcsúcsnak számító FC Bayern München elleni UEFA-kupatalálkozó hozta, amikor hivatalosan 15 572 szurkoló buzdította a csapatokat. A bajnoki mérkőzéseket illetően az 1986–1987-es csehszlovák labdarúgó-bajnokság hozott kimagasló nézettséget. Ekkor kétszer is tízezer felett, a DAC-Nitra (1:0) mérkőzésen 10 576, valamint a DAC-Sparta (0:0) találkozón 10 254 néző szorított a csapatoknak.
Csehszlovákia felbomlását követően a szlovák labdarúgó-válogatott első hivatalos mérkőzését 1994. február 2-án játszotta. Ezt megelőzően a stadionban nem hivatalos nemzetközi barátságos mérkőzést bonyolítottak le. 1993. március 30-án 2010 néző előtt Szlovákia-Litvánia 2:2. Ez azt jelenti (még ha nem is hivatalos mérkőzés volt), hogy a kettéválás utáni első hazai szlovák válogatott labdarúgó mérkőzésnek adott a stadion otthont és azt is, hogy Pozsony után Dunaszerdahely volt az első szlovákiai város, melynek stadionjában játszott a szlovák válogatott.
A stadionban nem csak a sportélet zajlik, hiszen fontos zenei rendezvényeknek is volt már az otthona. Ilyen emlékezetes esemény volt 2012. június 29-én az 50 éves Omega-együttes koncertje.
A stadionban 6839 néző szurkolhat és a művilágításnak az erőssége 1800 lux. A jelenleg is folyó beruházás befejezése után a tervek szerint már 12 700 néző befogadására lesz alkalmas. és az UEFA kategóriái szerint 4-es besorolást szeretnék megszerezni és ezáltal nemzetközi mérkőzéseket is rendezhetnek majd a helyszínen. A stadion egy nagy sportkomplexum része, melyhez 17 hektáros területen, több mint tíz pálya tartozik. Itt van az otthona az FC DAC 1904 Akadémiának is.
A részlegesen felújított stadiont telt ház előtt 2016. november 19-én a DAC–Trencsén 2-0-s mérkőzéssel avatták fel. A megnyitó ünnepséget a csapat indulójaként is használt Radetzky-indulóval indították. Az avató fényét tovább emelte, hogy a DAC játékosok is megkezdték a menetelést és mindjárt nyitásnak a szlovák bajnokot győzték le.

### 2015–18-as felújítás
A stadion történetének legnagyobb beruházása 2015–18 között vette kezdetét. Stadionfejlesztésre szánt költségvetése 22 millió eurós nagyságrendű (körülbelül 6,8 milliárd forint), melyhez a szlovák állam 2,4 millió euróval, a városi önkormányzat pedig – telkek átruházása által – 2 millió euróval szállt be, a legnagyobb szponzor a MOL Magyar Olaj- és Gázipari Nyrt. 2 millió eurót finanszírozott, a további költségekből a klub tulajdonosai 4,6 millió eurót álltak és hitelt is vettek fel.

## Panorámakép

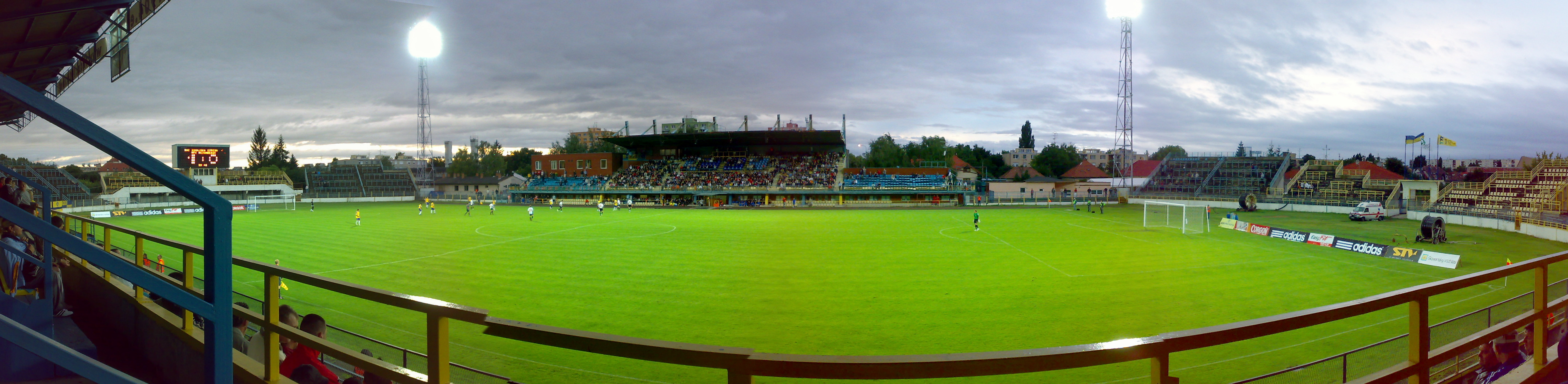
2009-es panorámaképe a stadionnak